# 湯ヶ野温泉
湯ヶ野温泉（ゆがのおんせん）は、静岡県賀茂郡河津町（旧国伊豆国）にある温泉。
河津町に存在する温泉の総称の、河津温泉郷を構成する温泉の一つである。

## 泉質
- 硫酸塩泉
  - 源泉温度46 - 54℃

## 温泉街
河津川沿いに温泉街が広がる。6軒の旅館が存在する。
川端康成の小説『伊豆の踊子』の舞台の一つでもあり、川端康成ゆかりの宿である「福田家」も現存し、旅館の隣には文学碑も建てられている。
『伊豆の踊子』に登場する共同浴場は1軒存在するが、地元専用であり一般には開放されていない。
石畳の坂道「湯坂」があり、平成2年度手づくり郷土賞（ふるさとの坂道）受賞。

## アクセス
- 鉄道 : 伊豆急行線河津駅よりバスで約15分。